# Mette Wuns
Mette Wuns er navnet på den såkaldte "eksprespelikan" i DR's tv-julekalender Nissernes Ø fra 2003.
Navnet Mette Wuns er en omskrivning af udtrykket "med det vons", der betyder "med det samme"/"straks", hvilket giver god mening, da pelikanen benyttes til at transportere julenisser med ekspresfart.